# Église Saint-Remi de Ingelheim
Pour les articles homonymes, voir Église Saint-Rémi.
L'église Saint-Remi (St. Remigius) est une église catholique qui a été construite au plus tard en 700 à l'époque mérovingienne, et donc bien avant Charlemagne, choisie comme emplacement pour l'un de ses plus prestigieux sièges de la règle dans la ville de Ingelheim am Rhein (alors en Austrasie). L'église est inscrite à la Convention pour la protection des biens culturels en cas de conflit armé (Convention de La Haye).

## Historique

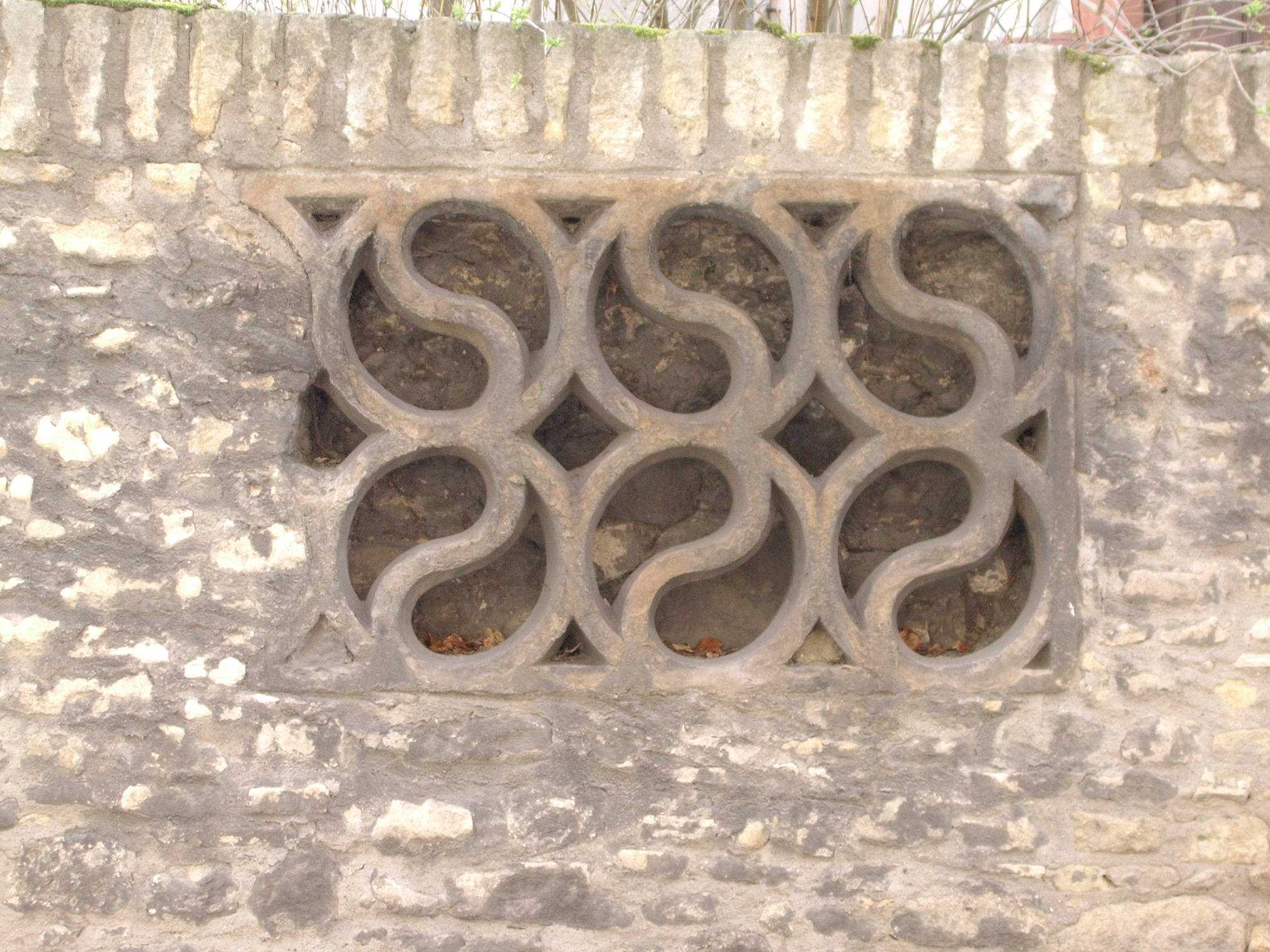
Reste du vieux jubé

L’église Saint-Rémi garde des parties d’architecture romane, elle date du VIIIe siècle et du XIIe siècle. Parmi ses éléments remarquables, on trouve, du XVe, un calvaire dans le cimetière et un reste du jubé gothique tardif avec tracerie flamboyant de l'église démolie en 1739. Construit dans le mur, il est en face du presbytère.